# Kraljevska palača u Stockholmu
Kraljevska palača u Stockholmu (švedski: Stockholms slott ili Kungliga slottet) je službena rezidencija i glavna kraljevska palača švedskog monarha (stvarna rezidencija kralja Karla XVI. Gustafa i kraljice Silvije je palača Drottningholm). 
Palača se nalazi na otoku Stadsholmenu ("Grad otok"), u Gamla stanu (Stari grad), u glavnom gradu Stockholmu. U blizini su zgrada švedskog parlamenta Riksdaga i stockholmska katedrala.
U palači su uredi kralja, ostalih članova švedske kraljevske obitelji i uredi Kraljevskog suda Švedske. Palaču koristi kralj Švedske za reprezentativne svrhe, dok obavlja svoje dužnosti šefa države.
Južno pročelje okrenuto je prema ulici Slottsbacken; istočno pročelje graniči s ulicom Skeppsbronom, impresivnom obalom, koja prolazi duž istočne rive starog grada; kraj sjevernog pročelja je Lejonbacken, sustav rampi nazvana prema skulpturi lavova, a zapadno krilo graniči s otvorenim prostorom ulice Högvaktsterrassen.